# Équipe de Tahiti de rugby à XV
L'équipe de Tahiti de rugby à XV rassemble les meilleurs joueurs de rugby à XV de Tahiti.
Au 29 décembre 2014, elle est classée au 85e rang du classement WR.

## Sélection
La sélection de Tahiti participe aux compétitions organisées par Oceania Rugby, organisme régional sous l'égide de World Rugby, qui comprend les Coupes océaniennes et les éliminatoires de la Coupe du Monde. Elle participe aux compétitions internationales à XV ainsi qu'à sept.
Depuis avril 2010, elle est menée par Teiki Dubois, manager des sélections. Il est assisté par Hama Teupoohuitua (depuis 2010), Apolosi Foliaki (depuis 2010) et David Mairau (depuis 2012).